# Wapniarky (przystanek kolejowy)
Wapniarky (ukr. Вапнярки, ros. Вапнярки) – przystanek kolejowy w miejscowości Czerwona Dibrowa, w rejonie czerniowieckim, w obwodzie czerniowieckim, na Ukrainie. Położony jest na linii Czerniowce – Suczawa.